# Shin Yu-jin
Shin Yu-jin (koreanisch 신유진; * 12. März 2002) ist eine südkoreanische Leichtathletin, die sich auf den Diskuswurf spezialisiert hat und Inhaberin des Landesrekordes in dieser Disziplin ist.

## Sportliche Laufbahn
Erste internationale Erfahrungen sammelte Shin Yu-jin im Jahr 2019, als sie bei den Jugendasienmeisterschaften in Hongkong mit einer Weite von 45,61 m die Bronzemedaille gewann. 2023 nahm sie an den Asienspielen in Hangzhou teil und belegte dort mit 55,48 m den fünften Platz. Im Jahr darauf steigerte sie den Landesrekord in Mokpo auf 57,70 m und 2025 belegte sie bei den Asienmeisterschaften in Gumi mit 54,79 m den sechsten Platz.
2024 wurde Shin südkoreanische Meisterin im Diskuswurf.